# Солдатов, Иван Алексеевич
Иван Алексеевич Солдатов (1922—1945) — старший лейтенант Рабоче-крестьянской Красной Армии, участник Великой Отечественной войны, Герой Советского Союза (1945).

## Биография
Иван Солдатов родился 8 июня 1922 года в селе Вышнее Большое (ныне — Воловский район Липецкой области). После окончания семи классов школы проживал в городе Чудово Ленинградской области, занимался в аэроклубе, учился в средней школе. В 1940 году Солдатов был призван на службу в Рабоче-крестьянскую Красную Армию. В 1943 году он окончил Чкаловскую военную авиационную школу пилотов. С августа того же года — на фронтах Великой Отечественной войны.
К февралю 1945 года старший лейтенант Иван Солдатов был заместителем командира и одновременно штурманом эскадрильи 672-го штурмового авиаполка 306-й штурмовой авиадивизии 10-го штурмового авиакорпуса 17-й воздушной армии 3-го Украинского фронта. К тому времени он совершил 170 боевых вылетов, принял участие в 36 воздушных боях, сбив 3 вражеских самолёта. 16 апреля 1945 года Солдатов погиб в бою на территории Австрии. Похоронен на горе Геллерт в Будапеште.
Указом Президиума Верховного Совета СССР от 29 июня 1945 года за «образцовое выполнение боевых заданий по разгрому немецких захватчиков и проявленные при этом отвагу, мужество и героизм» старший лейтенант Иван Солдатов посмертно был удостоен высокого звания Героя Советского Союза. Был также награждён орденом Ленина, двумя орденами Красного Знамени, орденами Отечественной войны 1-й и 2-й степеней, орденом Красной Звезды.
Памятник Солдатову установлен в его родном селе.